# Savannah Morning News
Le Savannah Morning News est un journal quotidien américain de Savannah. Fondé en 1850 sous le nom de Daily Morning News, le quotidien est aujourd'hui distribué dans l'est de l'État de Géorgie et une portion de la Caroline du Sud.

## Histoire
Le journal est créé en 1850 sous le nom de Daily Morning News par William Tappan Thompson, connu pour être l'auteur de Major Jones. 
Lorsque la Guerre de Sécession éclata, Thompson défendit vigoureusement la cause des États confédérés. Lorsque les troupes du général de l'Union William Tecumseh Sherman approchaient de Savannah en 1864, il fuit Savannah et devint soldat confédéré.
À l'exception de cette brève période de temps, Thompson publie lui-même le quotidien jusqu'à sa mort, en 1882. En 1868, il reprit la direction du journal, rebaptisé Savannah Daily Herald, et devint l'un des principaux porte-parole du Sud durant les années de la Reconstruction.